# 伊达·马尔科-瓦尔加
伊达·马尔科-瓦尔加（瑞典語：Ida Marko-Varga，1985年3月10日—），婚前姓马特松（Mattsson），生于斯塔凡斯托普，是一名瑞典女子游泳运动员，主攻自由泳。她的父亲Sven-Bertil Mattsson、丈夫塞巴斯蒂安·马尔科-瓦尔加和兄弟Johan Mattsson都是游泳教练。在参加了2004年、2008年和2012年三届奥运后，她决定退役，后来在国家队领队的说服下，以参加2016年里约奥运为目标重回赛场。里约奥运后，她再次退役，成为游泳教练，2019年，她为了参加2020年东京奥运，再次宣布复出。